# Джиал Акбар
Джиал Акбар (англ. Gial Ackbar) — персонаж «Звёздных войн». Представитель расы разумных амфибий мон-каламари, Акбар был главным военным командиром Альянса повстанцев, возглавлявшим их космический флот. Тактическая гибкость Акбара и ведение им военной разведки помогали Альянсу в осуществлении крупных боевых операций против Галактической Империи. Акбар был второстепенным персонажем в фильме «Возвращение джедая», а позднее стал видным персонажем романов, комиксов и других произведений по расширенной вселенной «Звёздных войн». Также он появился в фильмах «Звёздные войны: Пробуждение силы» и «Звёздные войны: Последние джедаи» и в мультсериале «Звёздные войны: Войны клонов».
У Акбара кожа лососёвого цвета, перепончатые руки, высокая куполообразная голова и большие рыбьи глаза. В «Возвращении джедая» он был воплощён с помощью как моделей в половину роста, так и полноразмерного костюма, в зависимости от используемого ракурса. Во всех трёх фильмах его сыграл кукловод Тимоти Д. Роуз, который уже играл других персонажей, но попросил эту роль, увидев модель Акбара. Озвучил Акбара Эрик Бауэрсфельд, который придумал ему голос прямо на месте, когда увидел фотографию Акбара.
Персонаж Акбара был положительно воспринят критиками и поклонниками. Его фраза «Это ловушка!», которую он произносит в «Возвращении джедая», стала популярным Интернет-мемом. Имя Акбара — Джиал — стало известно лишь после выхода в апреле 2012 года справочника по «Звёздным войнам» The Essential Guide to Warfare.

## Предыстория
Адмирал Акбар был создан для фильма «Возвращение джедая», последнего эпизода в оригинальной трилогии «Звёздные войны». Однако ещё до появления в этом фильме в мае 1983 года этот персонаж впервые был упомянут в комиксах по «Звёздным войнам» от Арчи Гудвина и Ала Уильямсона. Там он был изображён как лидер расы мон-каламари, которые были союзниками Альянса повстанцев в их конфликте с Галактической Империей. Мон-каламари были инопланетным видом амфибий, которые могли дышать как воздухом, так и водой Предыстория Акбара не рассказывалась в «Возвращении джедая», но после выпуска фильма появилась в книгах и других медиа по «Звёздным войнам».
Акбар происходил с планеты Мон-каламари (также известной как Дака), почти целиком покрытой водой, где представители его расы построили гигантский плавучий город. Акбар являлся лидером своего родного города в коралловых глубинах, когда силы Галактической Империи вторглись и практически уничтожили планету. Несмотря на попытки расы мон-каламари заключить мир, имперские силы уничтожили несколько городов амфибий, украли их технологии и поработили население планеты. Акбар являлся одним из первых порабощённых и в конечном счёте стал переводчиком и личным слугой гранд-моффа Уилхаффа Таркина. В течение этого времени Акбар узнал многое о военной тактике Империи, а также узнал об Альянсе повстанцев и создании Звезды смерти — космической станции размером с луну, оснащённой оружием массового поражения.
Акбар был освобождён из плена во время неудачной попытки повстанцев захватить Таркина. После этого он присоедился к повстанческому альянсу и помог убедить свой народ поддержать восстание против Империи, играл важную роль в передаче массивных звездолётов мон-каламари Альянсу Повстанцев. Получив звание командира, Акбар помогает спроектировать крыло «Б», мощных истребителей, из-за чего лидер мятежников Мон Мотма присвоит ему звание адмирала. После событий фильма «Новая надежда», включая разрушение Звезды смерти, Акбар помогает другим повстанческим лидерам создать новые оперативные базы и управлять мобильными оперативными группами звездолётов, разбросанных по галактике. Он поднимается вверх по карьерной лестнице и в итоге становится командующим всем флотом повстанцев и руководителем военных операций, а также одним из главных советников Мотмы.

## История в киносаге

### Возвращение джедая
Когда шпионам повстанцев стало известно о частично построенной второй Звезде смерти, Акбар и Мотма разработали план внезапного нападения на боевую станцию, вращающуюся вокруг лесистой луны Эндора. Нападение, известное как битва при Эндоре, состояло из рейда ударного отряда во главе с Ханом Соло на поверхность Луны с целью уничтожить энергетический щит генератора Звезды смерти, в то время как Акбар и генерал Лэндо Калриссиан вели битву в космосе против самой станции. Акбар лично возглавлял нападение на флагмане — крейсере мон-каламари «Домашнем». Однако атака пошла не по плану, поскольку император Палпатин ожидал нападения и специально позволил планам Звезды смерти попасть в руки мятежников, чтобы поймать их в ловушку. По приказу Палпатина Имперские силы начали массированную контратаку против флота повстанцев. Акбар сначала призвал к тактическому отступлению, но Калриссиан убедил его идти в атаку. Повстанческие силы понесли тяжёлые потери, но в конечном счёте уничтожили Звезду смерти и разгромили Империю.

### Пробуждение Силы
Адмирал Акбар появился в фильме «Звёздные войны: Пробуждение силы» в штабе Сопротивления, где помогал Рей найти Люка Скайуокера. Он помог составить план с целью уничтожить базу Первого Ордена — Старкиллер.

### Последние джедаи
Тимоти Д. Роуз исполнил роль адмирала Акбара в фильме «Звёздные войны: Последние джедаи», но его персонажа озвучивал актёр Том Кейн. При атаке Первого Ордена на главный крейсер Сопротивления адмирал и почти все на мостике (кроме генерала Леи Органы) погибают.

## Телевидение

### Войны клонов
В четвёртом сезоне мультсериала «Звёздные войны: Войны клонов» (примерно за 20 лет ДБЯ) Акбар был главным советником короля Йоса Колины и капитаном его гвардии. Здесь он отточил множество навыков, которые впоследствии пригодились ему как адмиралу. Хрупкий мир между двумя расами на планете, мон-каламари и куарренами, был разрушен, когда короля убил агент сепаратистов Тамсон. Сепаратисты стремились разжечь войну между этими расами и помешать наследнику Ли-Чару занять трон, в то время как Акбар защищал наследника и пытался сплотить мон-каламари. Последовавшая битва была проиграна, несмотря на помощь джедаев Асоки Тано, Энакина Скайуокера и магистра Кита Фисто. Акбар был взят в плен, а Асока и Ли-Чар бежали. Однако, узнав, что Тамсон планирует захватить трон, куаррены предали сепаратистов, Акбар был освобождён и принял участие в сражении за планету. Ли-Чар убил Тамсона и занял трон.

## Расширенная Вселенная
Роль Акбара в «Возвращении джедая» была относительно небольшой, однако он стал видным персонажем в расширенной Вселенной «Звёздных войн», которая включала в себя все лицензированные сюжеты в «Звёздных войнах» за пределами художественных фильмов, такие как романы, комиксы, видеоигры и телесериалы.

### Star Wars: Battlefront (2015)
Адмирал Акбар появляется в миссии «Битва за Джакку» в игре Star Wars: Battlefront.

### Легенды
В 2012 Lucasfilm приобрела компанию «Уолт Дисней». В апреле 2014 года большинство лицензированных романов и комиксов по «Звёздным войнам», выпущенных начиная с 1977 года (с фильма Звёздные войны. Эпизод IV: Новая надежда), были переименованы в «Звёздные войны: Легенды» и объявлены неканоничными.
В романах по «Звёздным войнам», написанных между 1991 и 1998 годами, Акбар подписал декларацию независимости новой Республики, сменившей Империю, и вместе с восемью другими персонажами вошёл во Временный Совет, руководящего органа этой новой формы правления. Он ушёл в отставку перед началом серии The New Jedi Order, но позднее вернулся на службу, чтобы помочь бороться с юужань-вонгами. В заключительном романе серии упоминалось, что он умер от старости незадолго до конца войны.